# Heinrich Güttinger
Heinrich Güttinger (* 5. April 1874 in Gossau; † 7. Mai 1965 in Wettingen, heimatberechtigt in Gossau) war ein Schweizer Erfinder und Unternehmer.

## Leben
Heinrich Güttinger kam am 5. April 1874 in Gossau als Sohn des Heinrich Güttinger senior und der Susanne geborene Leemann zur Welt. Güttinger absolvierte eine Ausbildung als  Elektriker in Basel. In der Folge war er bis 1898 bei der Firma Alioth in Münchenstein, zuletzt als Chefmonteur für die Erstellung von Elektrizitätswerken in Granada, beschäftigt.
Danach wechselte er zur Firma Brown, Boveri & Cie. (BBC), für die er anschliessend bis 1918 sowie von 1926 bis 1946 tätig war. Dort arbeitete er zuerst im Bereich Bergbahnen, unter anderem bei der Gornergrat-, Vesuv- sowie Jungfraubahn, ab 1926 als Konstrukteur, zuletzt als Abteilungschef in Baden.  Dazwischen leitete er von 1918 bis 1926 ein eigenes Unternehmer in Zwickau.
Heinrich Güttinger heiratete im Jahr 1901 Bertha, die Tochter der Creszentia Butscher. Er verstarb am 7. Mai 1965 einen Monat nach Vollendung seines 91. Lebensjahres in Wettingen. 

## Wirken
1904 und 1907 verhalfen zwei Erfindungen Heinrich Güttingers der elektrischen Zugbeleuchtung zum Durchbruch. Güttingers revolutionärer Spannungsschnellregler mit Wälzsektor fand bald weitere Anwendungsbereiche, so etwa zur Regelung von Generatoren in Kraftwerken, und trug bis zur Ablösung durch die Elektronik in den 1970er Jahren viel zum guten Ruf der BBC bei. Nach 1946 entwickelte er einen automatischen elektrischen Brutapparat.